# 1518 км (платформа)
1518 км — пасажирський залізничний зупинний пункт Кримської дирекції Придніпровської залізниці на електрифікованій лінії Джанкой — Севастополь між станціями Верхньосадова (3 км) та Мекензієві Гори (6 км). Розташований в селі Дальнє Бахчисарайського району Автономної Республіки Крим.

## Пасажирське сполучення
На Платформі 1518 км зупиняються приміські електропоїзди сполученням  Сімферополь — Севастополь.